# Огранак САНУ у Нишу
Огранак Српске академије наука и уметности у Нишу, једна је од организационих јединица ове врхунске научне и уметничке институције у Србији основана 16. септембра 2016. године, а конституисана 4. новембра 2016. године. 

## Основне поставке
Оснивањем огранка САНУ у Нишу је престала потреба за радом Центра за научноистраживачки рад САНУ и Универзитета у Нишу, основан 1990. године, јер је овим организациним променама обезбеђен органски прелазак на нови, виши организациони ниво и нове облике рада и стандарде предвиђене Статутом САНУ и Правилима Огранка САНУ у Нишу. 

### Организација
Огранак САНУ у Нишу има Извршни одбор и Скупштину на којима се у највећој мери аутономно одлучује о плану и програму рада.
Извршни одбор
У састав првог извршног одбара Огранка изабрану су за: 
- председника — академик Нинослав Стојадиновић ,
- потпредседника — проф. др Милорад Митковић, дописни члан САНУ,
- секретара — проф. др Владимир Ракочевић, дописни члан САНУ.[1][2]

За почасног председника Огранка изабран је академик Никола Хајдин.
Чланови
Чланови Огранка САНУ у Нишу:
- Академик Нинослав Стојадиновић, инжењер електронике, доктор наука (Одељење техничких наука)
- Академик Градимир Миловановић, математичар, доктор наука (Одељење за математику, физику и геонауке)
- Академик Јован Хаџи-Ђокић, доктор медицине, уролог, хирург (Одељење медицинских наука)
- Дописни члан САНУ Милорад Митковић, доктор медицине, ортопед, хирург (Одељење медицинских наука)
- Дописни члан САНУ Владимир Ракочевић, математичар, доктор наука (Одељење за математику, физику и геонауке)

### Значај и активности
Оснивање Огранка имало је за циљ да се кроз његов рад потстакне ширење и снажење духа и мисије САНУ у југоисточној Србији, и да 
неопходан замах унапређивању научних истраживања и уметничког стваралаштва од виталног интереса за друштвени, економски, културни развој овога дела наше земље, без кога нема равномерног и успешног развитка Републике Србије
 Огранак је тако постао носилац бројних научних и истраживачких пројеката, из области природноматематичких, биомедицинских, техничких, друштвених и хуманистичких наука, који се остварују у оквиру САНУ или самостално. 
Његова делатност се одвија, и кроз организовање научних скупова, јавних предавања, радионица и округлих столова, промоција, изложби, концерата, кроз издаваштво, енциклопедијски рад, промоцију рада младих научних и уметничких стваралаца, програме континуиране едукације.

## Активности Огранка
Огранак све планиране активности остварују у сарадњи са:
- научним и образовним установама, Ниша и југоисточне Србије
- установама из области културе и уметности, Ниша и југоисточне Србије,
- међународним научним и уметничким установама, пре свега у „троуглу” Ниш—Софија—Скопље.

## Седиште огранка
Огранак Српске академије наука и уметности у Нишу, привремено је смештен у адаптираном простору, у згради Универзитета у Нишу. Бројне активности њеног Извршног одбора између осталог усмерене су и на обезбеђивању сопственога простора за будући рад Огранка у оптималнијим условима